# Kvarteret Cupido

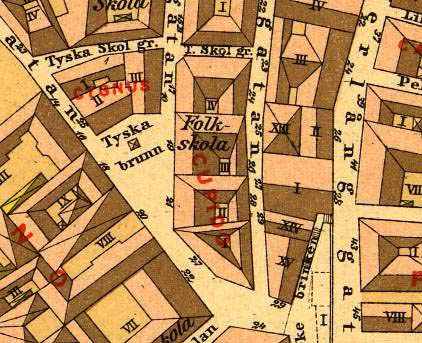
Kvarteret Cupido, 1885.

Kvarteret Cupido är ett kvarter i Gamla stan i Stockholm. Kvarteret omges av Tyska skolgränd i norr, Baggensgatan i öster,  Själagårdsgatan och Tyska brunnsplan i väster samt Svartmangatan i söder. Kvarteret består av fyra fastigheter: Cupido 1−4. I Cupido 3 låg Stockholms första synagoga mellan 1790 och 1870.

## Namnet
Nästan samtliga kvartersnamn i Gamla stan tillkom under 1600-talets senare del och är uppkallade efter begrepp (främst gudar) ur den grekiska och romerska mytologin. Cupido (eller Amor) var kärleksguden i den romerska mytologin. Den grekiska motsvarigheten var Eros.

## Kvarteret

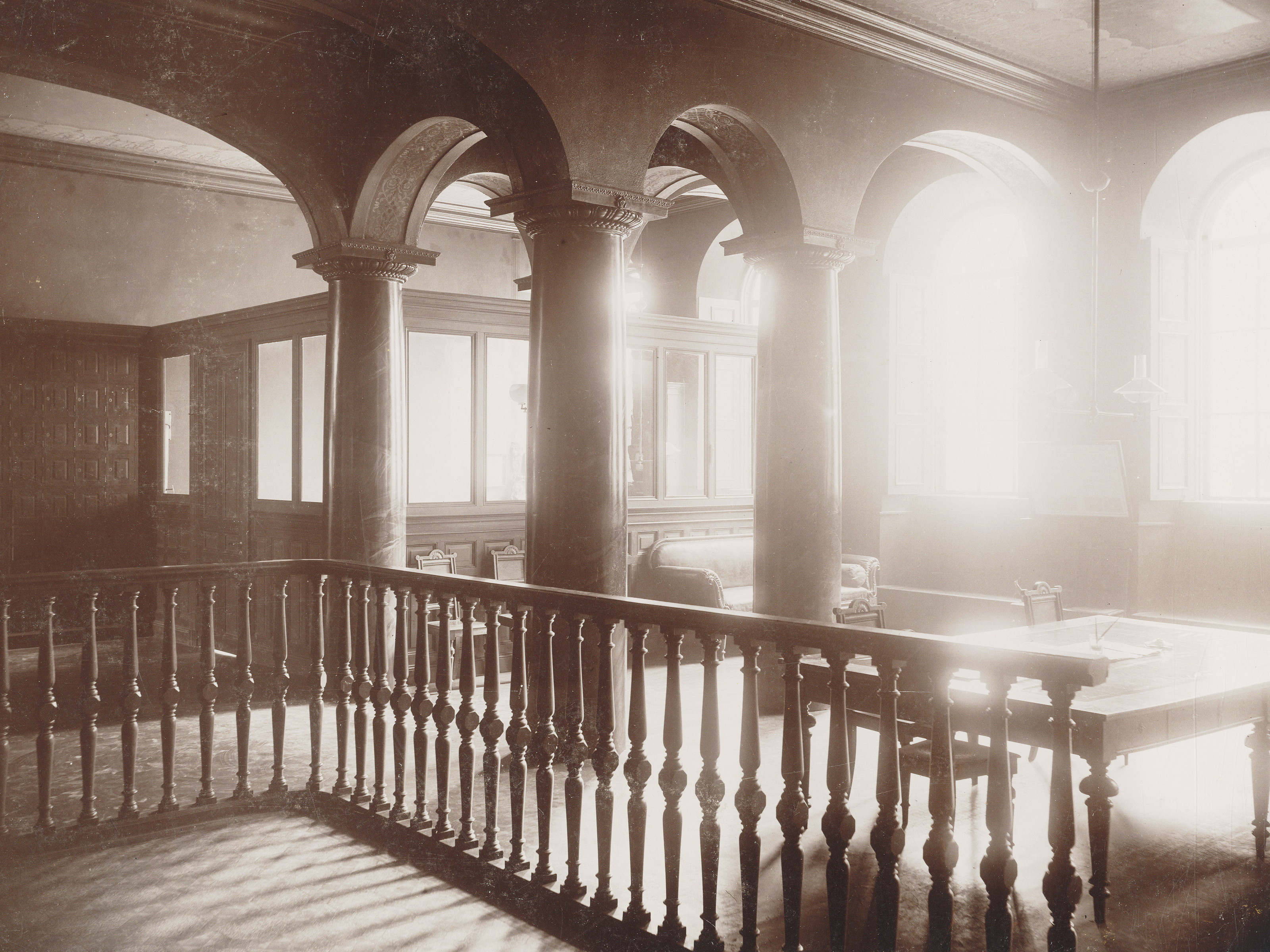
Nicolai polisstation i f.d. Synagogans gudstjänstlokal (Cupido 3), 1896.

Cupido 1 (Svartmangatan 27) ligger i kvarterets södra del. Fastigheten ägdes under 1500-talets senare hälft av amiralen Jakob Bagge. Efter honom uppkallades Baggensgatan som gränser till kvarterets östra sida. I "Baggens hus" (hörnhuset Baggensgatan / Svartmansgatan) låg på 1600-talet det välkända Värdshuset Månen. 
I Cupido 3 (Själagårdsgatan 19) fanns bebyggelse omnämnd redan 1462. Här låg Vårfrugillet av den tyska nationen bildat på 1300-talet, vilket gav upphov till namnet Gillstugegaten (1579). Möjligtvis finns medeltida murar efter Vårfrugillet kvar i husets källare. Här sammanträde Bondeståndet under Ståndsriksdagarna fram till 1755. Under 1600-talets slut fick huset sin nuvarande volym. Mellan 1674 och 1790  inrymdes Stockholms första auktionskammare i huset. 
Efter auktionskammaren övertogs lokalerna av Stockholms Synagoga som innan dess låg i det numera försvunna kvarteret Aceton. Omkring 1813 lät den judiska församlingen bygga en stor gudstjänstlokal som låg en trappa upp. Vid en ombyggnad 1839 efter ritningar av arkitekt Carl Stål fick huset sitt nuvarande utseende. 1870 flyttade församlingen därifrån till sin nuvarande adress på Wahrendorffsgatan, invid Berzelii park. Efter synagogan fanns Sjömanskyrkan Stockholm här fram till 1890.
Under åren 1890 till 1977 disponerades hela huset i Cupido 3 av polisen med Nicolai polisstation, efter 1972 även av tunnelbanepolisen. I Bottenvåningen låg arrestlokaler, på våning 1 trappa (där synagogan tidigare fanns) hade polisen sin expedition och övriga våningsplan rymde kontor och tjänstebostad. 1932 tog polisen även Cupido 4 i anspråk. I början av 1980-talet lät AB Familjebostäder bygga om Cupido 3 för bostäder och kontor. Arkitekt var Forsman, Rosenborg, Snellman arkitektkontor. Idag inryms Judiska Museet i den tidigare synagogans lokaler.

## Nutida bilder

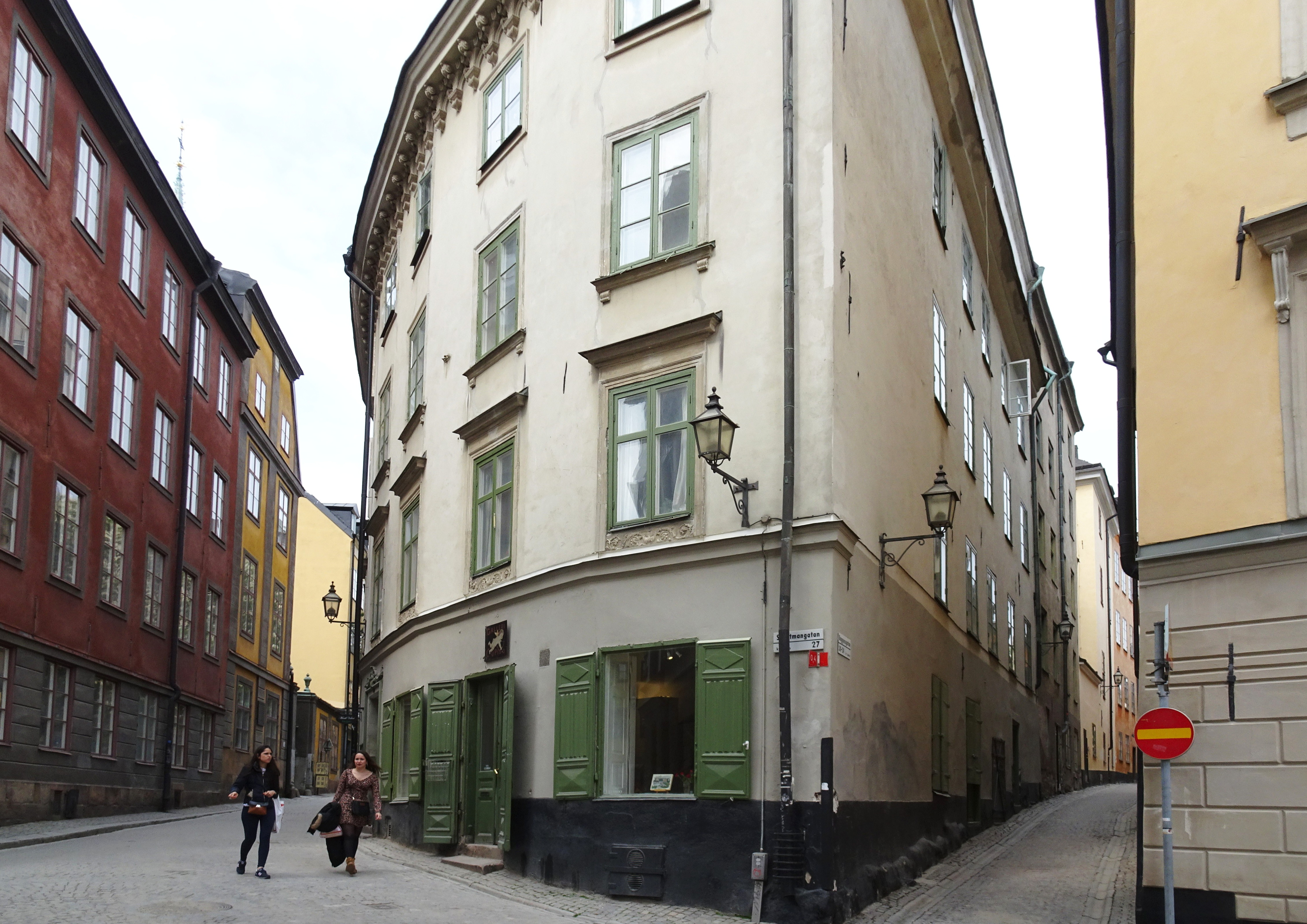
Cupido 1
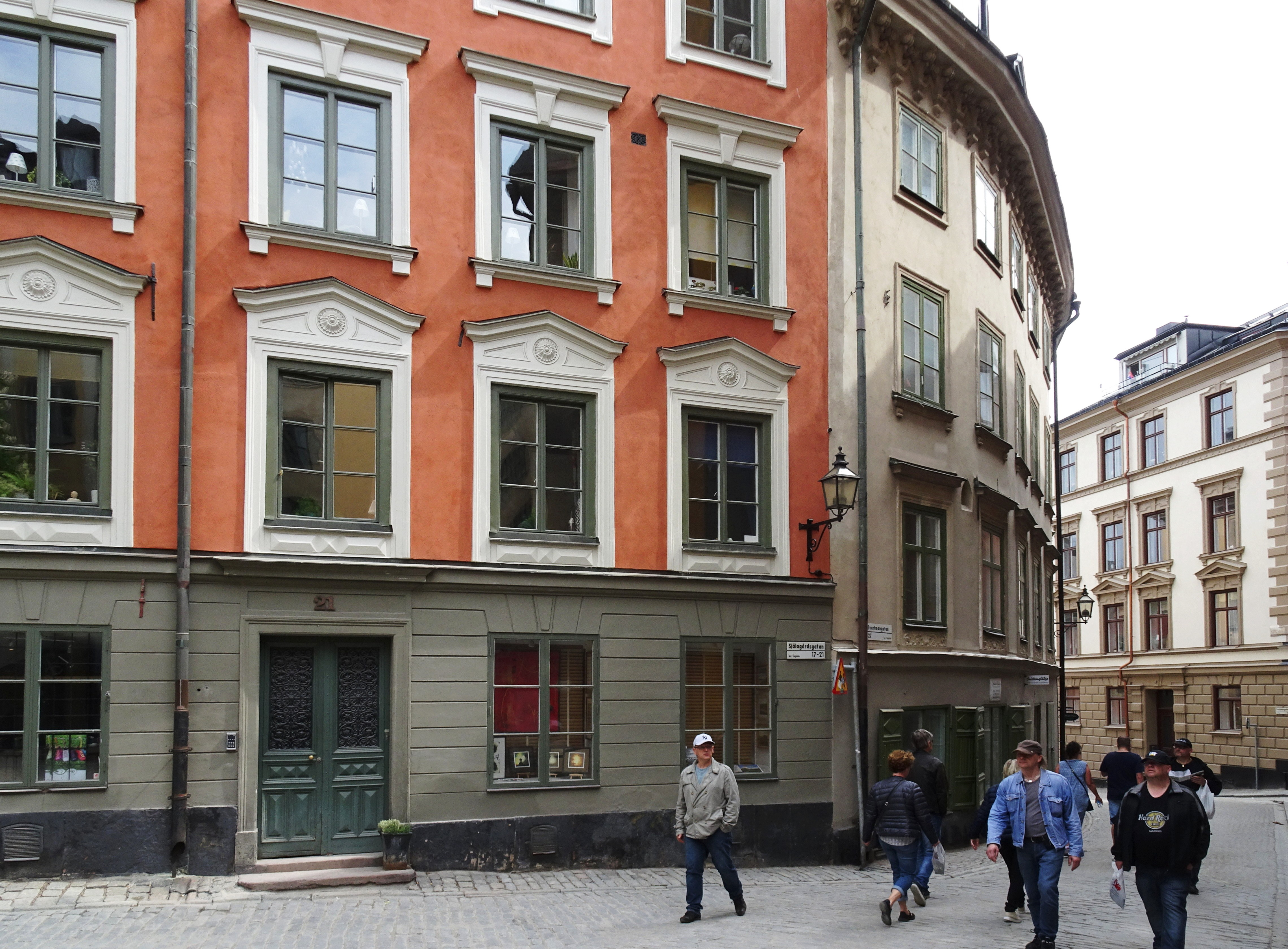
Cupido 2
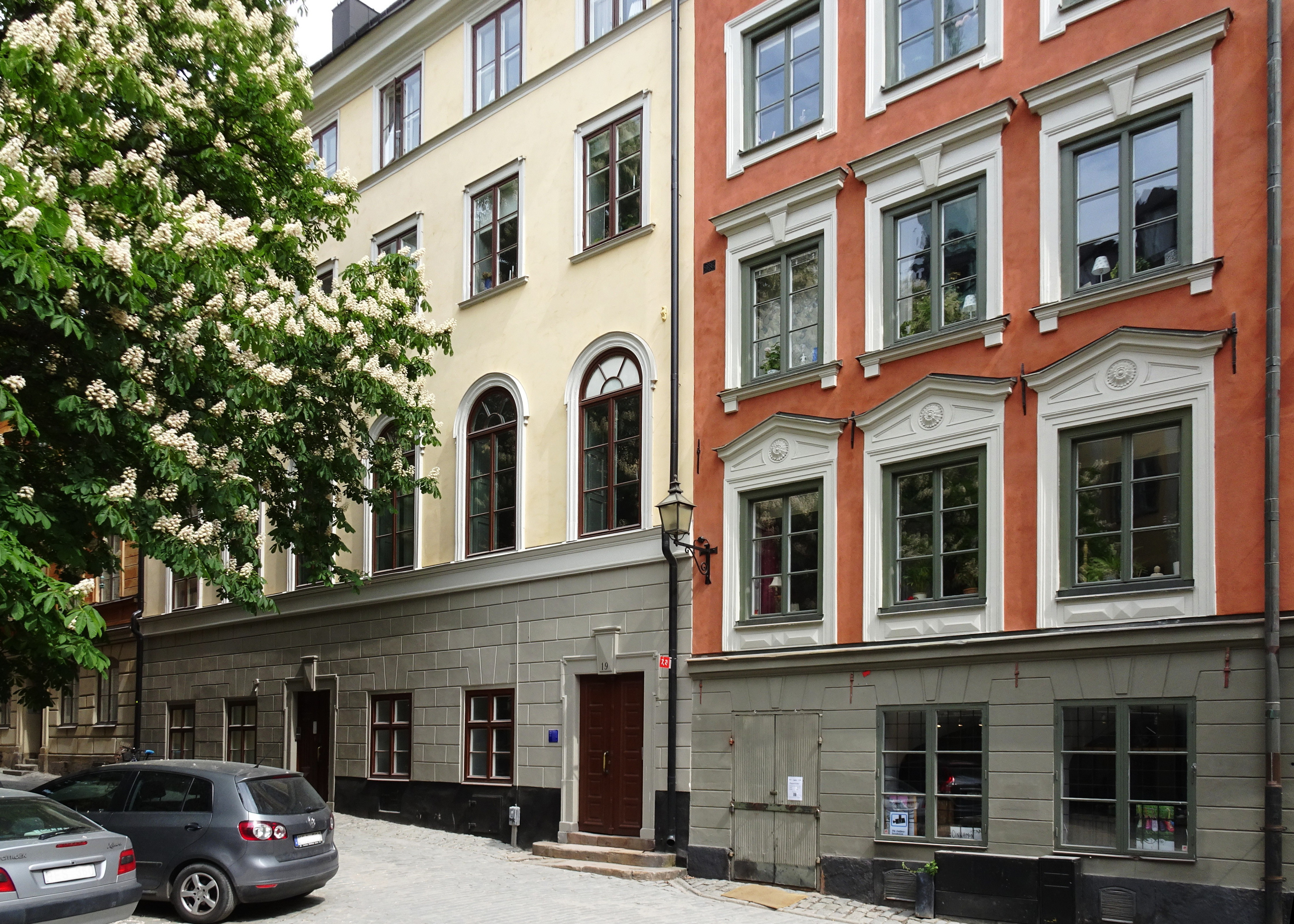
Cupido 3 och 2
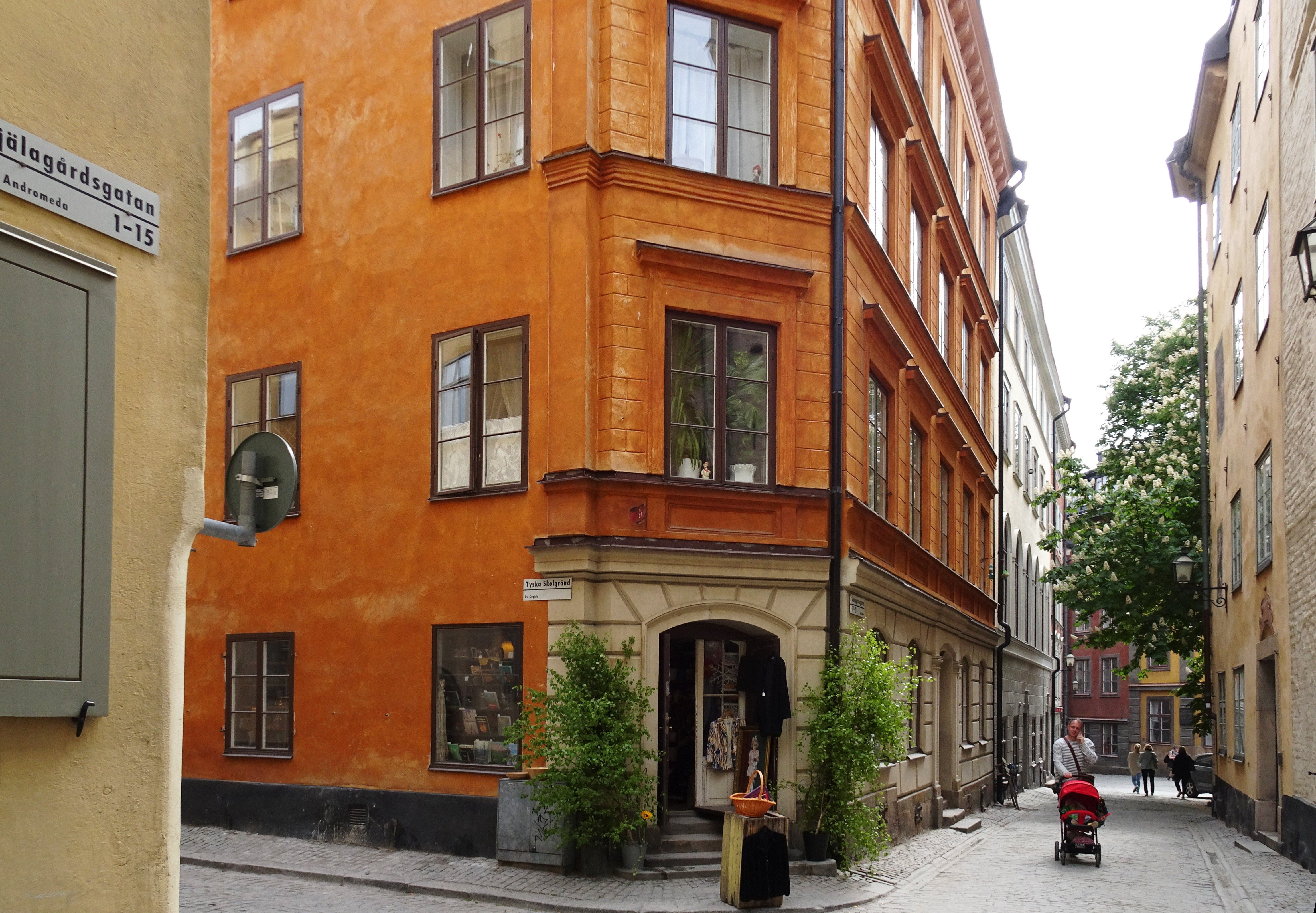
Cupido 4